# Buteur Métayer
Buteur Métayer (c. 1970 - 8 de junio de 2005) fue un líder rebelde haitiano durante la Crisis de Haití de 2004. 
Luego del asesinato de su hermano en 2003, Amiot Métayer, se convirtió en el líder de la pandilla de su hermano conocida como la Caníbal Army. Buteur cambió el nombre de la pandilla al de Revolutionary Artibonite Resistance Front y participó en la toma de la ciudad norteña de Gonaïves, al comienzo de la rebelión contra el presidente haitiano Jean-Bertrand Aristide el 5 de febrero de 2004. La rebelión ganó terreno y en febrero las ciudades de Cap-Haitien, Grand-Goâve, Saint-Marc cayeron en manos de los rebeldes.
El 19 de febrero, se declaró presidente de la Haití libre, que correspondía a los lugares que habían tomado en contra del gobierno. Luego de este hecho, cambió de nuevo el nombre del grupo rebelde, esta vez al de Frente Revolucionario Nacional para la Liberación de Haití. Tras la huida de Aristide, el nuevo poder, representado por Gérard Latortue, llegó a Gonaïves para rendir homenaje a Amiot Métayer y a los miembros del Front pour la Liberation et la Reconstruction Nationale, aclamados como "luchadores por la libertad".
En junio de 2005, murió de insuficiencia renal en Gonaïves. Algunos de sus partidarios afirman que fue envenenado.